# 순창 김씨
순창 김씨(淳昌金氏)는 전라북도 순창읍을 본관으로 하는 한국의 성씨이다.
시조 김지진(金之珍)은 신라 경순왕의 후손으로 전해진다.

## 참고 자료
- “순창김씨(淳昌金氏)”. 뿌리를 찾아서.[깨진 링크(과거 내용 찾기)]